# Tina Nägeli
Tina Nägeli (* 27. Juni 1985) ist eine Schweizer Radio- und Fernsehmoderatorin.

## Leben und Wirken
Tina Nägeli ist in Wädenswil ZH aufgewachsen. Nach der Matura  begann sie ein Romanistikstudium in Zürich, um Französischlehrerin zu werden.  An der Universität Freiburg studierte sie Kommunikationswissenschaft und Medienforschung und schloss 2012 mit einem Bachelor ab.
Ihre Radiokarriere begann sie als Praktikantin bei Kanal K in Aarau, 2010 wechselte sie zu Radio SRF Virus. 2013 wurde Nägeli Stellvertreterin von SRF-3-Hitparadenmoderator Michel Birri und moderierte die Musiksendung «Sounds!». 2014 wechselte sie ganz zu Radio SRF 3. Von September 2017 bis April 2021 gehörte sie zum Moderationsteam der SRF-3-Morgensendung. 2014, 2016 und 2017 moderierte sie aus der Glasbox von «Jeder Rappen zählt» an der Seite von Nik Hartmann und Philippe Gerber. Von 2016 bis 2018 war Nägeli das Gesicht des SRF 3-Festivalsommers und berichtete von allen grossen Musikfestivals der Schweiz. Januar 2017 führte sie als Gastmoderatorin für eine Woche durch das SRF People-Magazin «Glanz & Gloria». Seit August 2021 hat sie zusammen mit Jacqueline Visentin den Podcast Ehrenfrauen. Seit Dezember 2021 ist Nägeli Moderatorin bei Radio SRF 1.
Nägeli wohnt in Zürich.